# Ungheria ai IV Giochi olimpici invernali
L'Ungheria partecipò ai IV Giochi olimpici invernali, svoltisi a Garmisch-Partenkirchen, Germania, dal 6 al 16 febbraio 1936, con una delegazione di 25 atleti impegnati in cinque discipline.